# Katastrofe
Petter Kristiansen, beter bekend als Katastrofe, is een Noorse zanger en songwriter. Hij begon zijn carrière in 2008 met een duet "Vi prekas" samen met de zangeres Isabella Leroy. Zijn tweede nummer samen met NastyKutt & Kriss, "Nødlanding" is een succes te noemen. Daarop volgde in 2012 nog een nummer, waar hij in het nummer "Backpacker" van Robin og Bugges zat. Dit leidde tot een optreden bij de opening van de Noorse Voetbal Cup.
In 2014 belandde hij voor het eerst in de hitlijst van VG-lista met "Bleik og sur" waar hij in samenwerkte met Staysman & M.M.B. Dat nummer behaalde ook een gouden plaat. De volgende successen in de hitlijsten kwamen in 2014 en 2015 met "Maria" en "Pattaya". Zijn beste prestatie was zijn collaboratie met de Melodi Grand Prix Junior winnaars, Marcus & Martinus. Het nummer van de tweeling, "Elektrisk" behaalde de derde plaats in de Noorse hitlijst.

## Discografie

### Nummers
Als hoofdartiest
| Jaar | Nummer                                   | Behaalde plek | Certificatie | Album |
| Jaar | Nummer                                   | VG lista      | Certificatie | Album |
| ---- | ---------------------------------------- | ------------- | ------------ | ----- |
| 2008 | "Vi prekas" (feat. Isabella Leroy)       | -             |              |       |
| 2011 | "Nødlanding"                             | -             |              |       |
| 2013 | "Slå deg ned"                            | -             |              |       |
| 2014 | "Bleik og sur" (feat. Staysman & M.M.B.) | 11            |              |       |
| 2014 | "Maria"                                  | 12            |              |       |
| 2014 | "Holde rundt deg"                        | -             |              |       |
| 2015 | "Pattaya"                                | 16            |              |       |
| 2015 | "Hinanden ikke"                          | -             |              |       |
| 2015 | "Typisk norsk" (feat. Alexander Rybak)   | 12            |              |       |
| 2015 | "Det var julenissen"                     | -             |              |       |
| 2016 | "Sangen du hater"                        | 1             |              |       |
| 2017 | "Om alt går til helvete"                 | 13            |              |       |

In samenwerking
| Jaar | Nummer                                                     | Behaalde positie | Behaalde positie | Certificatie | Album                                     |
| Jaar | Nummer                                                     | NOR              | SWE              | Certificatie | Album                                     |
| ---- | ---------------------------------------------------------- | ---------------- | ---------------- | ------------ | ----------------------------------------- |
| 2012 | "Backpacker" (Robin og Bugge feat. Katastrofe)             | -                | -                |              |                                           |
| 2013 | "Brun og blid" (Staysman & Lazz feat. Katastrofe & M.M.B.) | -                | -                |              |                                           |
| 2015 | "Elektrisk" (Marcus & Martinus feat. Katastrofe)           | 3                | 9                |              | Marcus & Martinus album Hei – Fan-Spesial |
| 2015 | "Rist meg" (Morgan Sulele feat. Katastrofe)                | -                | -                |              |                                           |
| 2016 | "Vors hos Børre" (Beachbraaten feat. Katastrofe)           | -                | -                |              |                                           |
| 2016 | "Si ja!" (Innertier feat. Katastrofe)                      | -                | -                |              |                                           |